# Monit
Monit — легковесная система мониторинга серверов, имеющая открытый исходный код. Monit устанавливается на сервер и обеспечивает возможность отправки уведомлений в случае обнаружения проблем. Кроме того, Monit может автономно выполнять определенное действие в качестве реакции на заданные события.
Программа имеет следующую функциональность:
- Отслеживание состояния серверов (доступность, потребление ресурсов).
- Мониторинг демонов (состояние, потребляемые ресурсы, количество child-process и многое другое).
- Мониторинг сетевых сервисов (возможность подключения и корректность ответа).
- Выполнение встроенных или собственных (с помощью скриптов) действий при достижении определенных событий.
- Отправка уведомлений на Email или в централизованный web-интерфейс M\Monit.

Поддерживаются ОС Linux, FreeBSD, OpenBSD, Solaris, Mac OS X, AIX.
M\Monit — коммерческая надстройка над Monit, средство централизованного мониторинга, с помощью которого можно отслеживать состояние нескольких серверов с одного графического интерфейса. На официальном сайте доступна бесплатная версия с ограниченным функционалом.